# Neopelma chrysolophum
Neopelma chrysolophum е вид птица от семейство Манакинови (Pipridae).

## Разпространение
Видът е разпространен в Бразилия.